# Gedung Pakuan
Gedung Pakuan is een bestuurslaag in het regentschap Ogan Komering Ulu van de provincie Zuid-Sumatra, Indonesië. Gedung Pakuan telt 2177 inwoners (volkstelling 2010).